# Сазерленд, Айвен
Айвен Эдвард Сазерленд (англ. Ivan Edward Sutherland, родился 16 мая 1938 в Хейстингсе, Небраска) — американский учёный в области информатики и пионер интернета. Получил премию Тьюринга от ACM в 1988 за создание «Sketchpad» — прообраза будущих САПР, имеющего ранний прототип графического интерфейса. Одновременно впервые применил объектно-ориентированный подход к программированию. В 2012 был удостоен премии Киото за ту же разработку.

## Биография
Сазерленд получил степень бакалавра в электрической инженерии от Института технологий Карнеги (сейчас Университет Карнеги — Меллон), степень магистра от Калифорнийского технологического института и доктор наук в компьютерной инженерии (EECS) от MIT в 1963 году.
Он изобрел Скетчпад как инновационную программу, которая повлияла на альтернативные интерфейсы взаимодействия с компьютерами. Sketchpad мог принимать ограничения и задавать взаимосвязи между сегментами и дугами, например, диаметр дуг. Он мог рисовать горизонтальные и вертикальные линии и комбинировать их в различные фигуры. Их можно было копировать, перемещать, поворачивать или масштабировать, сохраняя их основные свойства. Также Скетчпад впервые реализовывал алгоритм прорисовки окон и алгоритм обрезки, позволяющие масштабировать. Скетчпад работал на компьютере Lincoln TX-2 и повлиял на разработку oN-Line System.
Сазерленд заменил Дж. С. Р. Ликлайдера на посту главы офиса технологий обработки информации (англ. Information Processing Technology Office (IPTO)) ARPA (сейчас известного как DARPA), когда Ликлидер вернулся в MIT в 1964 году.
С 1965 по 1968 год он был англ. Associate Professor of Electrical Engineering в Гарвардском университете. С помощью своего студента Боба Спроула он в 1968 году создал то, что считается первым шлемом виртуальной реальности и дополненной реальности. Шлем был примитивным как с точки зрения интерфейса, так и по реализму изображения, а его вес был таким большим, что он подвешивался к потолку. Виртуальная среда состояла из простых каркасных моделей комнат. Грозный вид устройства дал ему соответствующее название — Дамоклов Меч.
Другой из его Гарвардских студентов, Дэнни Коэн, первым запустил симуляцию полёта через ARPANet. В 1967 году работа Дэнни Коэна над авиасимулятором привела к разработке алгоритма Коэна-Сазерленда, позволяющего эффективно находить отрезки прямых, находящихся внутри прямоугольника.
С 1968 по 1974 год Сазерленд был профессором в университете Юты. Среди его студентов были Алан Кей, изобретатель языка Smalltalk, Анри Гуро, придумавший метод тонирования Гуро, Франклин Кроу, разработавший методы антиалиасинга, и Эдвин Катмулл, соучредитель Pixar и, в настоящее время, президент студий Walt Disney и Pixar Animation.
В 1968 году он стал соучредителем Evans & Sutherland вместе со своим другом и коллегой Дэвидом Эвансом. Компания была пионером в области аппаратного обеспечения для ускорения трёхмерной графики реального времени и принтерных языков. Среди бывших работников Evans & Sutherland были основатели Adobe (Джон Уорнок) и Silicon Graphics (Джеймс Генри Кларк).
С 1974 по 1978 год он работал в Калифорнийском технологическом институте, где стал основателем кафедры компьютерных наук. Потом он создал консалтинговую компанию Сазерленд, Спроул и компаньоны, которая была затем куплена Sun Microsystems, впоследствии на её основе был создан исследовательский отдел Sun Labs.
Доктор Сазерленд был вице-президентом Sun Microsystems. Также он был приглашённым учёным в департаменте компьютерных наук Калифорнийского университета в Беркли (с осени 2005 по весну 2008 года). Сейчас доктор Сазерленд и Марли Ронкен возглавляют исследования асинхронных систем в Университете штата Орегон в Портленде, где они сформировали группу и основали Asynchronous Research Center (веб-сайт ARC).
Он имеет двух детей и трёх внуков. 28 мая 2006 Айвен Сазерленд женился на Марли Ронкен.
Старший брат Айвена, Берт Сазерленд, также является выдающимся учёным компьютерных наук.

## Награды
- Computer History Museum Fellow, 2005[3]
- R&D100, 2004 (team)[4]
- Медаль Джона фон Неймана, 1998[5]
- The Franklin Institute’s Certificate of Merit, 1996
- Association for Computing Machinery Fellow, 1994[6]
- Electronic Frontier Foundation EFF Pioneer Award, 1994[7]
- Премия Тьюринга, 1988[8]
- Computerworld Honors Program, Leadership Award, 1987[9]
- Премия Эмануэля Пиора, 1986[10]
- Member, United States National Academy of Sciences, 1978[11]
- Член Национальной академии наук США, 1973[12]
- National Academy of Engineering First Zworykin Award, 1972
- Премия Киото, 2012[13]

## Цитаты
- «Дисплей, подключённый к компьютеру, даёт нам шанс познакомиться с идеями, которые не реализованы в физическом мире. Это зеркало в математическую страну чудес».
- «Я думаю, что пределом развития дисплея будет комната, в которой компьютер может управлять существованием материи. Стул в такой комнате вполне сгодится для сидения на нём. Наручники, созданные в такой комнате, будут сковывать, а пуля, созданная в такой комнате, будет смертельной». (1965)
- Когда Айвена спросили: «Как вы смогли создать первую программу интерактивной графики, первый непроцедурный язык программирования, первую объектно-ориентированную программную систему за один год?», он ответил: «Ну, я же не знал, что это трудно».
- «Это не идея, пока вы её не запишете».
- «Если бы это не было весело, никто бы из нас не продолжал!»

## Патенты
Сазерленд имеет более 60 патентов, включая:
- US Patent 7,636,361 (2009) Apparatus and method for high-throughput asynchronous communication with flow control
- US Patent 7,417,993 (2008) Apparatus and method for high-throughput asynchronous communication
- US Patent 7,384,804 (2008) Method and apparatus for electronically aligning capacitively coupled mini-bars
- US patent 3,889,107 (1975) System of polygon sorting by dissection
- US patent 3,816,726 (1974) Computer Graphics Clipping System for Polygons
- US patent 3,732,557 (1973) Incremental Position-Indicating System
- US patent 3,684,876 (1972) Vector Computing System as for use in a Matrix Computer
- US patent 3,639,736 (1972) Display Windowing by Clipping